# Борковское сельское поселение (Смоленская область)
Борковское се́льское поселе́ние — муниципальное образование в Демидовском районе Смоленской области Российской Федерации.
Административный центр — деревня Жеруны.

## Географические данные
- Общая площадь: 465,15 км²
- Расположение: северная часть Демидовского района
- Граничит:
  - на севере — с Тверской областью
  - на востоке — с Духовщинским районом
  - на юго-востоке — с  Слободским сельским поселением
  - на юго-западе— с Баклановским сельским поселением
  - на западе — с  Велижским районом

- По территории поселения проходит автомобильная дорога  Пржевальское — Евсеевка.
- Крупная река: Ельша. Поселение находится на территории национального парка Смоленское поозёрье.

## История
Образовано Законом Смоленской области от 28 декабря 2004 года.

## Население
| 2011 | 2012 | 2013 | 2014 | 2015 | 2016 | 2017 |
| ---- | ---- | ---- | ---- | ---- | ---- | ---- |
| 456  | ↘428 | ↘416 | ↘385 | ↘368 | ↘351 | ↘342 |
| 2018 | 2019 | 2020 | 2021 |      |      |      |
| ↘317 | ↘310 | ↘295 | ↘190 |      |      |      |

## Населённые пункты
В состав сельского поселения входят 28 населённых пунктов:
| №  | Населённый пункт | Тип     | Население |
| -- | ---------------- | ------- | --------- |
| 1  | Борки            | деревня | 11        |
| 2  | Гончарово        | деревня | 10        |
| 3  | Дятловщина       | деревня | 0         |
| 4  | Евсеевка         | деревня | 48        |
| 5  | Жеруны           | деревня | 63        |
| 6  | Жуково           | деревня | 0         |
| 7  | Журавинница      | деревня | 0         |
| 8  | Заручевье        | деревня | 0         |
| 9  | Земцово          | деревня | 12        |
| 10 | Козеевщина       | деревня | 2         |
| 11 | Крюк             | деревня | 25        |
| 12 | Кутино           | деревня | 0         |
| 13 | Лесной           | посёлок | 75        |
| 14 | Лопаты           | деревня | 4         |
| 15 | Максименки       | деревня | 0         |
| 16 | Матюшино         | деревня | 10        |
| 17 | Митино           | деревня | 0         |
| 18 | Мочары           | деревня | 13        |
| 19 | Мякуры           | деревня | 26        |
| 20 | Нивы             | деревня | 2         |
| 21 | Низы             | деревня | 11        |
| 22 | Петрочаты        | деревня | 0         |
| 23 | Подосинки        | посёлок | 161       |
| 24 | Стабна           | деревня | 1         |
| 25 | Цыбульки         | деревня | 7         |
| 26 | Шестерни         | деревня | 0         |
| 27 | Шишково          | деревня | 0         |
| 28 | Юдино            | деревня | 5         |

## Местное самоуправление
Главой поселения и Главой администрации является Дмитриев Сергей Викторович .